# Конрад фон Ревентлов
Конрад, граф фон Ревентлов (21 квітня 1644 — 21 липня 1708) — данський державний діяч, перший великий канцлер (дан. Danmarks storkansler), з 1699 до своєї смерті.

## Військова кар'єра
Після закінчення університету 1665 року Конрад вступи на службу до Данського суду, де зробив кар'єру на різних відповідальних посадах. У 1670-их роках він отримав звання полковника данської армії. Він очолював полк, що відзначився у внутрішньому скандинавському конфлікті.
1700 брав участь у мирних перемовинах зі Швецією під час морської блокади Копенгагена. Франція та Велика Британія тоді чинили тиск щодо припинення війни та недопущення її поширення Європою.

## Канцлер і Великий канцлер
1685 року Ревентлов використовував свій вплив судового радника у перемовинах із капером Бенджаміном Рауле, задля придбання острова Сент-Томас у Вест-Індії

## Родина
Був одружений двічі. Його першою дружиною стала Анна Маргрете Габель (1651—1678), другою — Софія Амалія Ган (1664—1722). Його молодша дочка, Анна Софія (1693—1743), одружилась 1721 року з Фредеріком IV, ставши першою королевою Данії, яка не народилась принцесою. Його син, Кристіан Детлев, також відігравав значну політичну роль.
Його саркофаг у Шлезвізькому соборі спроєктований скульптором Томасом Квеллінусом.